# AirNow
AirNow — грузовая авиакомпания Соединённых Штатов Америки со штаб-квартирой в Беннингтоне (Вермонт), США. Компания выполняет регулярные и чартерные грузовые авиаперевозки по всей территории северо-востока страны. Аэропортом приписки и главным хабом авиакомпании является Аэропорт штата имени Уильяма Х. Морза.

## История
Авиакомпания AirNow была основана в 1957 году и ранее действовала под названием Business Air.

## Флот
По состоянию на апрель 2008 года воздушный флот авиакомпании AirNow составляли следующие самолёты:
- Embraer EMB-110P1 Bandeirante — 11;
- Embraer EMB-110P2 Bandeirante — 1
- Cessna Caravan 675 — 5[2].